# Asterolinon
Asterolinon es un género de plantas con flores con dos especies de arbustos pertenecientes a la antigua familia Myrsinaceae, ahora subfamilia Myrsinoideae.

## Taxonomía
El género fue descrito por Hoffmanns. ex Link y publicado en Flore portugaise ou description de toutes les ... 1: 332. 1813. La especie tipo es: Asterolinon stellatum Hoffmanns. & Link. 

## Especies
- Asterolinon eburneum
- Asterolinon trinum